# Tréhorenteuc
Tréhorenteuc (tiếng Breton: Trec'horanteg) là một xã ở tỉnh Morbihan trong vùng Bretagne tây bắc Pháp. Xã này có diện tích 5,42 km², dân số năm 1999 là 117 người. Khu vực này có độ cao từ 69-155 mét trên mực nước biển.
Cư dân của Tréhorenteuc danh xưng trong tiếng Pháp là Tréhorentais.